# Giluhepa
Giluhepa (hurri nyelven valószínűleg inkább Kiluhepa; egyiptomi nyelven Kirughipa) II. Suttarnának, Mitanni királyának a leánya, Tusratta király testvére, III. Amenhotep egyiptomi fáraó felesége.

## Élete
Giluhepa a fáraó uralkodásának 10. évében érkezett Egyiptomba 317 hölgyből álló kíséretével. A fáraó emlékszkarabeuszokat adott ki az esemény megörökítésére. Giluhepa a fáraó „második felesége” lett, ami azt jelentette, rangban Amenhotep számos felesége és udvarhölgye közül csak a nagy királyi hitves, Tije előzte meg. Nem tudni, született-e gyermekük.
Huszonhat évvel Giluhepa érkezése után unokahúga, Tusratta lánya, Taduhepa szintén III. Amenhotep felesége lett.